# 1. československá fotbalová liga 1963/1964
1. československou ligu v sezóně 1963 – 1964 vyhrála Dukla Praha.

## Tabulka ligy
| Poř. | Tým                    | Z  | V  | R  | P  | VG | OG | B  |
| ---- | ---------------------- | -- | -- | -- | -- | -- | -- | -- |
| 1.   | Dukla Praha            | 26 | 16 | 5  | 5  | 52 | 26 | 37 |
| 2.   | Slovan Bratislava      | 26 | 14 | 7  | 5  | 50 | 25 | 35 |
| 3.   | Tatran Prešov          | 26 | 13 | 5  | 8  | 46 | 29 | 31 |
| 4.   | Slovnaft Bratislava    | 26 | 11 | 8  | 7  | 42 | 25 | 30 |
| 5.   | Baník Ostrava          | 26 | 11 | 8  | 7  | 51 | 36 | 30 |
| 6.   | Spartak Praha Sokolovo | 26 | 13 | 3  | 10 | 45 | 37 | 29 |
| 7.   | VSS Košice             | 26 | 12 | 5  | 9  | 40 | 32 | 29 |
| 8.   | Jednota Trenčín        | 26 | 10 | 6  | 10 | 31 | 27 | 26 |
| 9.   | Spartak ZJŠ Brno       | 26 | 7  | 11 | 8  | 31 | 32 | 25 |
| 10.  | ČKD Praha              | 26 | 11 | 2  | 13 | 34 | 43 | 24 |
| 11.  | SONP Kladno            | 26 | 8  | 6  | 12 | 31 | 43 | 22 |
| 12.  | TŽ Třinec              | 26 | 8  | 5  | 13 | 28 | 66 | 21 |
| 13.  | Spartak Hradec Králové | 26 | 8  | 2  | 16 | 45 | 51 | 18 |
| 14.  | Spartak Motorlet Praha | 26 | 1  | 5  | 20 | 13 | 67 | 7  |

## Soupisky mužstev

### Dukla Praha
Pavel Kouba (21/0/7),
Václav Pavlis (4/0/1),
Ivo Viktor (2/0/1) –
Ladislav Bártík (1/0),
Jan Brumovský (19/4),
Jiří Čadek (24/0),
Miroslav Čmarada (1/0),
Milan Dvořák (23/6),
Josef Gajdůšek (1/0),
Ján Geleta (24/4),
Josef Jelínek (17/4),
František Jílek (4/0),
Dušan Kabát (6/4),
František Knebort (8/5),
Karel Knesl (15/0),
Rudolf Kučera (10/6),
Josef Masopust (22/4),
Josef Nedorost (11/6),
Ladislav Novák (8/0),
Svatopluk Pluskal (23/1),
Miroslav Rödr (7/1),
Jan Smuda (1/0),
František Šafránek (13/0),
Jozef Štibrányi (7/0),
Bedřich Tesař (1/0),
Jiří Urbánek (1/1),
Josef Vacenovský (23/3),
František Veselý (6/1) –
trenér Jaroslav Vejvoda

### Slovan Bratislava
Viliam Schrojf (26/0/10) –
Jozef Adamec (10/8),
Ľudovít Cvetler (26/9),
Jozef Fillo (20/0),
Alexander Horváth (8/0),
Ivan Hrdlička (16/2),
Vojtech Jankovič (1/0),
Karol Jokl (24/7),
Štefan Král (3/0),
Pavol Molnár (18/4),
Peter Molnár (20/1),
Anton Moravčík (14/3),
Jozef Obert (18/9),
Vladimír Pisárik (6/1),
Ján Popluhár (25/3),
Jozef Tománek (4/0),
Ján Šlosiarik (15/0),
Anton Urban (19/0),
Zdenko Velecký (12/1),
Jozef Vengloš (14/1),
Ján Zlocha (3/0) –
trenér Leopold Šťastný

### Tatran Prešov
Jozef Bobok (12/0/4),
Július Holeš (13/0/5),
Július Pašiak (2/0/1) –
Jozef Bomba (20/0),
Jozef Gavroň (24/5),
Anton Kozman (22/3),
Jaroslav Kravárik (8/0),
Štefan Kulan (25/4),
Štefan Páll (23/0),
Ladislav Pavlovič (26/21),
Rudolf Pavlovič (18/5),
Karol Petroš (18/2),
Jozef Petruľák (12/2),
Alexander Rias (21/2),
Jozef Seman (19/2),
Pavol Šurkala (1/0),
Milan Urban (13/0),
Štefan Zsarnay (26/0) –
trenéři Gejza Sabanoš (1.–13. kolo) a Jozef Karel (14.–26. kolo)

### Slovnaft Bratislava
Peter Fülle (25/0/8),
Justín Javorek (1/0/0),
Pavol Mareček (3/0/0) –
Valerián Bartalský (9/1),
Titus Buberník (24/2),
Ottmar Deutsch (5/0),
Milan Dolinský (22/7),
Ján Feriančík (23/0),
Eduard Gáborík (26/1),
Kazimír Gajdoš (15/0),
Milan Hrica (13/0),
Ladislav Kačáni (15/2),
Jozef Levický (9/6),
Štefan Matlák (24/0),
Michal Medviď (22/5),
Gustáv Mráz (6/0),
Ján Ondrášek (8/1),
Adolf Scherer (25/14),
Imrich Šporka (4/0),
Vladimír Weiss (26/1),
Titus Zuzák (4/0) –
trenéři František Skyva (1.–13. kolo) a Božin Laskov (14.–26. kolo)

### Baník Ostrava
Josef Geryk (5/0/0),
Vladimír Mokrohajský (23/0/8) –
Prokop Daněk (25/0),
Karel Dvořák (12/0),
Karel Jünger (1/1),
Jan Kniezek (25/0),
Bedřich Köhler (23/1),
Jiří Laciga (7/1),
Ladislav Michalík (22/9),
Miroslav Mikeska (8/1),
Josef Ondračka (2/0),
Karel Palivec (3/0),
Tomáš Pospíchal (23/12),
Antonín Řezníček (7/0),
Milan Sirý (20/4),
Zdeněk Stanczo (24/2),
František Šindelář (20/2),
František Valošek (25/12),
Jiří Večerek (7/1),
Miroslav Wiecek (14/5) –
trenér František Bufka

### Spartak Praha Sokolovo
Werner Kotas (4/0/0),
Antonín Kramerius (24/0/7),
Pavel Kukal (1/0/0) –
Josef Bouška (2/0),
Jaroslav Dočkal (7/0),
Pavel Dyba (14/5),
Jiří Gůra (18/1),
Milan Kollár (5/0),
Tadeáš Kraus (18/1),
Andrej Kvašňák (20/7),
Teofil Mackowski (3/0),
Václav Mašek (23/18),
Ivan Mráz (26/6),
Květoslav Novák (20/0),
Arnošt Pazdera (18/1),
Václav Potměšil (12/0),
Václav Starý (14/0),
Ladislav Svoboda (8/1),
Miroslav Štrunc (1/0),
Vladimír Táborský (26/1),
Jiří Tichý (11/0),
Bohumil Veselý (6/1),
Josef Vojta (16/1),
Václav Vrána (11/1) –
trenéři Jaroslav Štumpf (1.–13. kolo) a Václav Ježek (14.–26. kolo)

### VSS Košice
Anton Švajlen (25/0/8),
Jaroslav Jutka (1/0/0) –
Gejza Csákvári (22/0),
Andrej Čepček (1/0),
Alexander Felszeghy (12/2),
Václav Jutka (13/0),
Július Kánássy (24/4),
Mikuláš Kassai (15/1),
Alojz Martinček (6/0),
Milan Mravec (12/3),
Augustín Müller (22/8),
Michal Pavlík (21/0),
Pavol Pintér (18/3),
Ivan Piršč (24/0),
Ján Strausz (25/11),
Juraj Šomoši (11/1),
Jozef Schwarz (6/0),
Štefan Tóth (11/0),
Tibor Tóth (25/3) –
trenér Štefan Jačiansky

### Jednota Trenčín
Vojtech Oravec (2/0/0),
Tibor Rihošek (25/0/8),
Štefan Šimončič (2/0/1) –
Pavol Bencz (26/5),
Emil Bezdeda (12/2),
Miroslav Čemez (23/0),
Telesfor Halmo (25/1),
Štefan Hojsík (25/0),
Pavol Hudcovský (2/0),
Dušan Chlapík (13/1),
Jozef Jankech (19/2),
Miroslav Kľuka (20/2),
Ľudovít Koiš (25/3),
Vladimír Kopanický (9/1),
Marián Kozinka (2/0),
Vojtech Masný (26/11),
Štefan Rebro (2/1),
Anton Pokorný (25/0),
Ferdinand Schwarz (13/0),
Rudolf Šefčík (12/1),
… Školík (2/0) –
trenér Karol Borhy

### Spartak ZJŠ Brno
František Schmucker (25/0/8),
Pavel Spišák (1/0/0) –
Ján Brada (21/6),
Vlastimil Bubník (2/0),
Zdeněk Farmačka (13/0),
Jindřich Hájek (16/1),
Jozef Haspra (1/0),
Bohumil Hlaváč (21/2),
Tomáš Hradský (6/0),
Juraj Janoščin (7/0),
Pando Jankulovski (21/3),
Miloš Klíma (1/0),
Karel Kohlík (18/0),
Zdeněk Koláček (15/1),
Karel Komárek (21/0),
Karel Lichtnégl (24/15),
František Majer (6/0),
Bohumil Píšek (25/0),
Zdeněk Přibyl (2/0),
Herbert Sněhota (8/0),
Jan Stloukal (23/1),
Miroslav Vítů (18/0),
Jaroslav Vojta (12/2) –
trenéři Alfréd Sezemský (1.–17. kolo a 23.–26. kolo) a František Zapletal (18.–22. kolo)

### ČKD Praha
André Houška (21/0/7),
Karel Mizera (9/0/1) –
Stanislav Hlaváček (2/0),
Antonín Holeček (16/0),
Václav Horák (21/1),
Ladislav Hubálek (22/3),
Václav Janovský (13/0),
František Jarolímek (3/0),
Josef Jílek (3/0),
Karel Kamarád (3/0),
František Knebort (10/6),
František Kokta (18/0),
Zdeněk Kopsa (10/0),
Vladimír Kos (10/3),
Milan Kratochvíl (22/3),
Jiří Kříž (15/0),
Ladislav Miškovič (4/0),
František Mottl (25/6),
Petr Packert (4/0),
Josef Píša (23/11),
Miroslav Pohuněk (22/1),
Antonín Pomahač (5/0),
Luboš Šrejma (4/0),
Pavel Trčka (23/0) –
trenéři Jiří Rubáš (1.–2. kolo a 10.–26. kolo) a Václav Jíra (3.–9. kolo)

### SONP Kladno
Václav Blín (25/0/5),
Jaroslav Matucha (1/0/0),
Václav Šreier (1/0/1) –
Jaroslav Benda (4/0),
Bedřich Břeh (10/0),
Josef Hájek (4/1),
Zdeněk Holoubek (26/0),
Jiří Hůla (3/2),
Jaroslav Chlumecký (25/4),
Jan Chvojka (12/0),
Rudolf Jíša (3/0),
Josef Kadraba (26/9),
Zdeněk Kofent (16/0),
Karel Nešvera (22/1),
Jan Nolč (1/0),
Josef Novák (22/3),
Vojtěch Pavlík (7/0),
Bohumil Richtrmoc (17/3),
Vojtěch Richtrmoc (3/0),
Miroslav Rys (26/1),
Jaroslav Sláma (26/0),
Miroslav Vlček (26/5) –
trenér Jan Fábera

### TŽ Třinec
Vladislav Grycz (2/0/0),
Jaroslav Přeček (4/0/1),
Eduard Štros (25/0/6) –
Jozef Bajerovský (13/3),
Karel Bujok (20/3),
Anton Dragúň (16/1),
Erich Duda (19/6),
Nikos Fotiadis (3/0),
Josef Holeksa (23/0),
Janis Chunuzidis (18/3),
Josef Jelének (4/0),
Josef Kędzior (26/5),
Vladimír Kopanický (13/3),
Josef Kretek (20/0),
Jaroslav Kretek (1/0),
Lubomír Moroň (1/0),
Štefan Nadzam (19/0),
Roman Pankowski (6/0),
Milan Rokošinyi (17/2),
Vilém Rusz (2/0),
Jozef Semely (2/0),
Ervín Szala (14/0),
Mičo Vlachovský (16/1),
Ján Zachar (24/1) –
trenér Rudolf Labaj

### TJ Spartak Hradec Králové
Jindřich Jindra (15/0/2),
Milan Paulus (14/0/1) –
Jozef Buránsky (1/0),
Jiří Černý (25/0),
Gustav Deutsch (6/0),
Jiří Hledík (22/0),
Jiří Kománek (18/1),
František Kopečný (1/0),
Milouš Kvaček (16/4),
František Landovský (4/0),
Ladislav Moník (9/0),
Zdeněk Pičman (26/0),
Ladislav Pokorný (22/2),
Pavel Rampas (12/1),
František Silbernágl (16/3),
Bedřich Šonka (22/10),
Rudolf Tauchen (25/11),
Pavel Tramba (15/6),
Miroslav Zelinka (18/0),
Zdeněk Zikán (20/7) –
trenéři Oldřich Šubrt (1.–13. kolo), Karel Roubíček (14.–17. kolo) a Josef Bican (18.–26. kolo)

### Spartak Motorlet Praha
Josef Pokorný (12/0/0),
Jaromír Ředina (16/0/0) –
Petr Erban (5/0),
Ota Hemele (25/1),
Jan Helcl (8/3),
Jan Hertl (26/0),
Zdeněk Kác (22/0),
Stanislav Kařízek (4/1),
Efto Kazakovský (3/0),
Josef Kettner (1/0),
Jiří Kříž (1/0),
Emil Mošnička (26/2),
Miroslav Nádeník (16/0),
Miroslav Nový (6/1),
Miroslav Pergl (23/0),
Jiří Pešek (22/3),
Antonín Pomahač (9/0),
Vladimír Rozehnal (23/0),
Milan Škrabánek (14/0),
Karel Štoček (5/0),
František Uldrych (26/2),
Pavel Vít (18/0) –
trenéři Jan Kalous (1.–13. kolo) a Stanislav Kocourek (14.–26. kolo)